# Zoltán Czibor
Zoltán Czibor Suhai (węg. Czibor Zoltán, ur. 23 sierpnia 1929 w Kaposvárze, zm. 1 września 1997 w Győr) – węgierski piłkarz, występujący na pozycji lewoskrzydłowego. Srebrny medalista MŚ 54.
W trwającej dwadzieścia lat karierze był piłkarzem Ferencvárosu, Honvédu, Barcelony, Espanyolu, FC Basel i Austrii Wiedeń. Wspólnie z takimi graczami jak Gyula Grosics, József Bozsik, Sándor Kocsis, Nándor Hidegkuti i Ferenc Puskás tworzył w latach 50. legendarną drużynę reprezentacji Węgier zwaną złotą jedenastką.
W kadrze zagrał 43 razy i strzelił 17 bramek. Debiutował w 1949, ostatni raz zagrał w 1956. Podczas MŚ 54 wystąpił w pięciu spotkaniach Węgrów. Wcześniej, w 1952 wraz z kolegami został złotym medalistą igrzysk w Helsinkach.
Po rewolucji z roku 1956 zamieszkał w Hiszpanii. Tam grał przez trzy sezony w FC Barcelona, następnie zaś został graczem Espanyolu. Karierę zakończył w barwach kanadyjskiego Primo Hamilton FC w 1963.